# Mary Simon
Mary Jeannie May Simon, född 21 augusti 1947 (Kangiqsualujjuaq i provinsen Quebec) är en kanadensisk ämbetsman, diplomat (Kanadas ambassadör till Danmark 1999-2001) och tidigare journalist som sedan 26 juli 2021 är Kanadas generalguvernör.
Simon är den första på befattningen med härstamning från någon av landets ursprungsbefolkningar, i hennes fall inuit på mödernet.